# (Breach)
(Breach) — третий студийный альбом группы The Wallflowers, изданный в 2000 году.

## Об альбоме
В 2001 году (Breach) получил статус золотого. Вскоре после его выхода , ссылаясь на творческие разногласия, группу покинул гитарист Майкл Уорд. Во время записи следующего альбома Red Letter Days его место занял Стюарт Матис.

## Список композиций
Слова и музыка всех песен — Джейкоба Дилана.
| №   | Название                     | Длительность |
| --- | ---------------------------- | ------------ |
| 1.  | «Letters from the Wasteland» | 4:29         |
| 2.  | «Hand Me Down»               | 3:35         |
| 3.  | «Sleepwalker»                | 3:31         |
| 4.  | «I've Been Delivered»        | 5:01         |
| 5.  | «Witness»                    | 3:34         |
| 6.  | «Some Flowers Bloom Dead»    | 4:44         |
| 7.  | «Mourning Train»             | 4:04         |
| 8.  | «Up from Under»              | 3:39         |
| 9.  | «Murder 101»                 | 2:32         |
| 10. | «Birdcage»                   | 8:12         |
| 11. | «Babybird» (скрытый трек)    |              |

Бонус-версия
| №   | Название                         | Длительность |
| --- | -------------------------------- | ------------ |
| 12. | «Invisible City» (Live)          |              |
| 13. | «Sleepwalker» (Remix / Acoustic) |              |

## Участники записи
- Джейкоб Дилан — вокал, гитара
- Рами Джаффе — клавишные, бэк-вокал
- Грег Ричлинг — бас-гитара
- Майкл Уорд — соло-гитара, бэк-вокал
- Марио Калир — ударные, перкуссия